# Santa Cruz do Piauí
Santa Cruz do Piauí est une municipalité brésilienne située dans l'État du Piauí.